# Ollersdorf im Burgenland
Ollersdorf im Burgenland (węg. Barátfalva, burg.-chorw. Fratrovo Selo) – gmina targowa w Austrii, w kraju związkowym Burgenland, w powiecie Güssing. Według Austriackiego Urzędu Statystycznego liczyła 988 mieszkańców (1 stycznia 2014).